# Geile Zeit (Lied)
Geile Zeit ist ein Lied der deutschen Pop-Rock-Band Juli aus dem Jahr 2004. Das Stück ist die zweite Singleauskopplung aus ihrem Debütalbum Es ist Juli und Siegertitel des Bundesvision Song Contest 2005.

## Entstehung und Artwork
Geschrieben wurde das Lied von Jonas Pfetzing und Simon Triebel. Im Oktober 2002 entstand eine erste Demoaufnahme des erst kurz zuvor fertiggestellten Titels mit Produzent Michael Gerlach im Horus Sound Studio von Frank Bornemann in Hannover. Nachdem die Band im August 2003 ihren Plattenvertrag mit Universal unterzeichnet hatte, nahm sie Geile Zeit zunächst testweise als einen von zwei Songs (neben Warum) mit den Produzenten Andreas Herbig und Franz Plasa in den Hamburger H.O.M.E.-Studios auf.  Die übrigen Aufnahmen für das Album Es ist Juli entstanden hingegen später im Mohrmann-Studio in Bochum.
Die Single wurde unter dem zu Universal gehörigen Label Polydor-Island veröffentlicht. Auf dem Schwarz-weiß gehaltenen Cover der Maxi-Single ist – neben Künstlernamen und Liedtitel – ein Bandfoto von Juli zu sehen. Die Fotografie des Coverfotos stammt von Benjamin Wolf. Die Aufnahmen erfolgten im Hamburger Tonofen Studio, das Mastering fand in den Skyline Studios in Düsseldorf statt.

## Veröffentlichung und Promotion
Die Erstveröffentlichung von Geile Zeit erfolgte als Teil von Julis Debütalbum Es ist Juli am 20. September 2004 bei Island Records. Am 15. November 2004 wurde das Lied als zweite Singleauskopplung aus dem Album veröffentlicht. Wegen des anhaltenden Charterfolges von Perfekte Welle war die Veröffentlichung zuvor mehrfach nach hinten verschoben worden. Neben der Radioversion enthält die Maxi-Single auch eine Albumversion, eine Remixversion und das Musikvideo des Liedes, sowie das Lied Du drehst mich um, als B-Seite.
Um die Single zu bewerben, folgten unter anderem Liveauftritte in den Fernsehshows Hape trifft! und The Dome.

## Inhalt
Der Liedtext zu Geile Zeit ist in deutscher Sprache geschrieben. Die Musik wurde gemeinsam von Jonas Pfetzing und Simon Triebel, der Text eigens von Triebel verfasst. Musikalisch bewegt sich das Lied im Bereich des Pop-Rocks. Im Lied geht es darum, dass jemand eine Geile Zeit erlebt hat, diese aber nun endet.

„Ja ich weiß,

es war ’ne geile Zeit.

Hey, es tut mir leid,

es is’ vorbei.“

## Musikvideo
Das Musikvideo zu Geile Zeit wurde im Britzer Garten in Berlin gedreht. Dieses wurde so zusammen geschnitten, dass es wie ein One-Shot-Video wirkt. Im Video sind typische Unternehmungen zu sehen, die Menschen an einem normalen Sommertag tätigen. Die Gesamtlänge beträgt 3:41 Minuten. Regie führte Daniel Lwowski. Bis Februar 2025 zählte das Musikvideo über 8,6 Millionen Aufrufe auf der Videoplattform YouTube.

## Bundesvision Song Contest 2005
Juli gewannen den Bundesvision Song Contest 2005 für Hessen mit 29 Punkten Vorsprung vor der für Schleswig-Holstein antretenden Band Fettes Brot mit dem Lied Emanuela (130 Punkte). Während der Punktevergabe aller 16 Bundesländer setzten sich Juli schon relativ früh mit einem kleinen Abstand vor ihren Mitkonkurrenten ab. Neben ihrer Heimat Hessen bekamen sie ebenfalls aus Nordrhein-Westfalen und Rheinland-Pfalz die volle Punktzahl. Dies war die erste Austragung des Bundesvision Song Contests.
Jeder Künstler dreht zu Promotionzwecken einen Wahlwerbespot für die Teilnahme am BuViSoco. In diesem zeigen Juli die besten Sehenswürdigkeiten Hessens, u. a. ist folgendes zu sehen: Gießen, Wißmarer See und Apfelwein.
Punktevergabe
|    |   |    |   |    |   |    |    |    |    |    |    |    |    |    |    | Gesamt |
| -- | - | -- | - | -- | - | -- | -- | -- | -- | -- | -- | -- | -- | -- | -- | ------ |
| 12 | 8 | 12 | 7 | 10 | 8 | 10 | 10 | 10 | 10 | 10 | 12 | 10 | 10 | 10 | 10 | 159    |

## Mitwirkende
| Liedproduktion - Eva Briegel: Gesang - Andreas Herbig: Musikproduktion - Andreas Herde: Bass - Jonas Pfetzing: Gitarre, Komposition - Marcel Römer: Schlagzeug - Simon Triebel: Gesang, Gitarre, Komposition, Liedtext | Visualisierung - Daniel Lwowski: Regie (Musikvideo) - Benjamin Wolf: Fotografie (Cover) Unternehmen - Island Records: Musiklabel - Skyline Studios Düsseldorf: Mastering - Tonofen Studio: Tonstudio - Universal Music Group: Musiklabel |

## Kommerzieller Erfolg

### Chartplatzierungen
Geile Zeit erreichte in Deutschland Rang 19 der Singlecharts und konnte sich 24 Wochen in den Top 100 platzieren. Darüber hinaus erreichte das Lied für zwei Wochen die Chartspitze in den Airplaycharts. In Österreich erreichte die Single mit Rang 19 seine beste Platzierung und hielt sich 22 Wochen in den Charts. In der Schweiz platzierte sich Geile Zeit sieben Wochen in den Charts und erreichte mit Rang 32 seine beste Chartnotierung.
Für Juli war es nach Perfekte Welle die zweite Single innerhalb eines Jahres, die sich in allen drei D-A-CH-Staaten platzieren konnte.
| ChartsChartplatzierungen | Höchstplatzierung | Wochen |
| ------------------------ | ----------------- | ------ |
| Deutschland (GfK)        | 19 (24 Wo.)       | 24     |
| Österreich (Ö3)          | 19 (22 Wo.)       | 22     |
| Schweiz (IFPI)           | 32 (7 Wo.)        | 7      |

| ChartsJahrescharts (2005) | Platzierung |
| ------------------------- | ----------- |
| Deutschland (GfK)         | 82          |

### Auszeichnungen für Musikverkäufe
Im September 2022 wurde Geile Zeit mit einer Platin-Schallplatte für über 300.000 verkaufte Einheiten in Deutschland ausgezeichnet.
| Land/Region        | Auszeichnungen für Musikverkäufe (Land/Region, Auszeichnung, Verkäufe) | Verkäufe |
| ------------------ | ---------------------------------------------------------------------- | -------- |
| Deutschland (BVMI) | Platin                                                                 | 300.000  |
| Insgesamt          | 1× Platin ·                                                            | 300.000  |

## Coverversionen
- Am 8. Juli 2016 veröffentlichten der Sänger und DJ Lockvogel und die Sängerin und ehemalige DSDS-Teilnehmerin Meltem eine gemeinsame Coverversion von Geile Zeit als Downloadsingle bei Universal Music.[13] Sie konnte sich nicht in den deutschen Charts platzieren.
- In der elften Staffel von Sing meinen Song – Das Tauschkonzert, an der Eva Briegel teilnahm, wurde das Lied im Jahr 2024 von Tim Bendzko interpretiert.[14]